# George Webster (homme politique)
Pour les articles homonymes, voir George Webster.
George Webster (né le 7 août 1949 à Summerside sur l'Île-du-Prince-Édouard) est un homme politique canadien. Il représente la circonscription de Borden-Kinkora à l'Assemblée législative de l'Île-du-Prince-Édouard de l'élection générale du lundi 28 mai 2007 jusqu'à ce qu'il ne représentera pas à l'élection générale du lundi 4 mai 2015. Le 13 janvier 2010, il devient le premier vice-premier ministre de l'Île-du-Prince-Édouard.